# Иулиан Бриудский

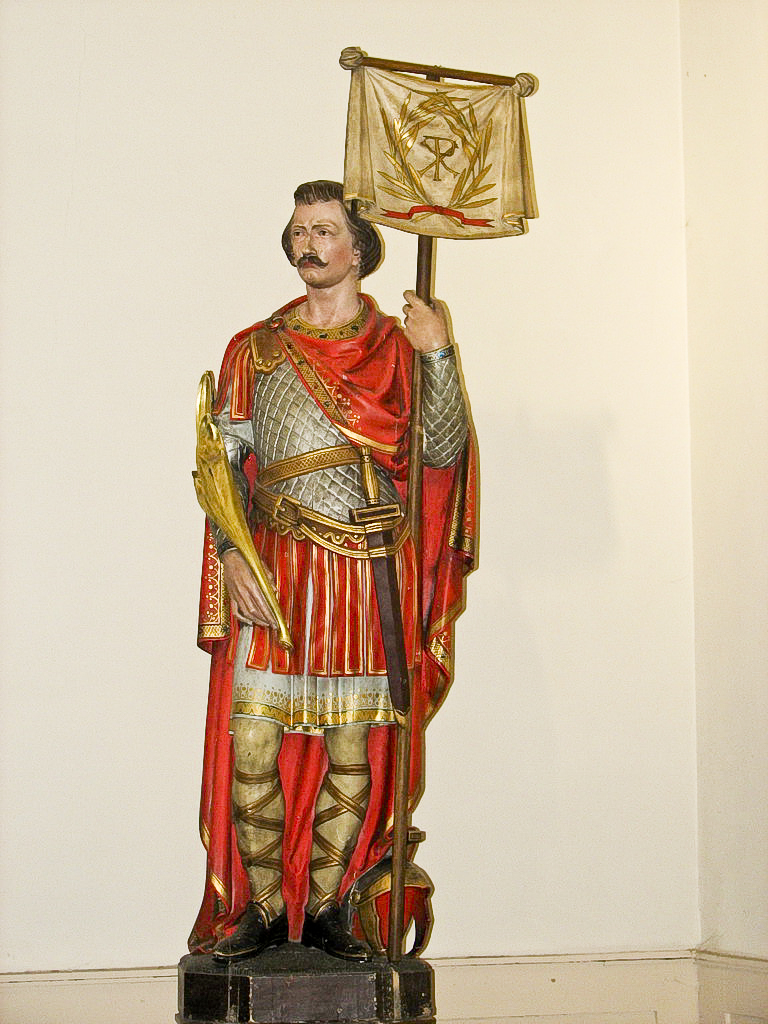
Статуя святого Иулиана, Ат, Бельгия

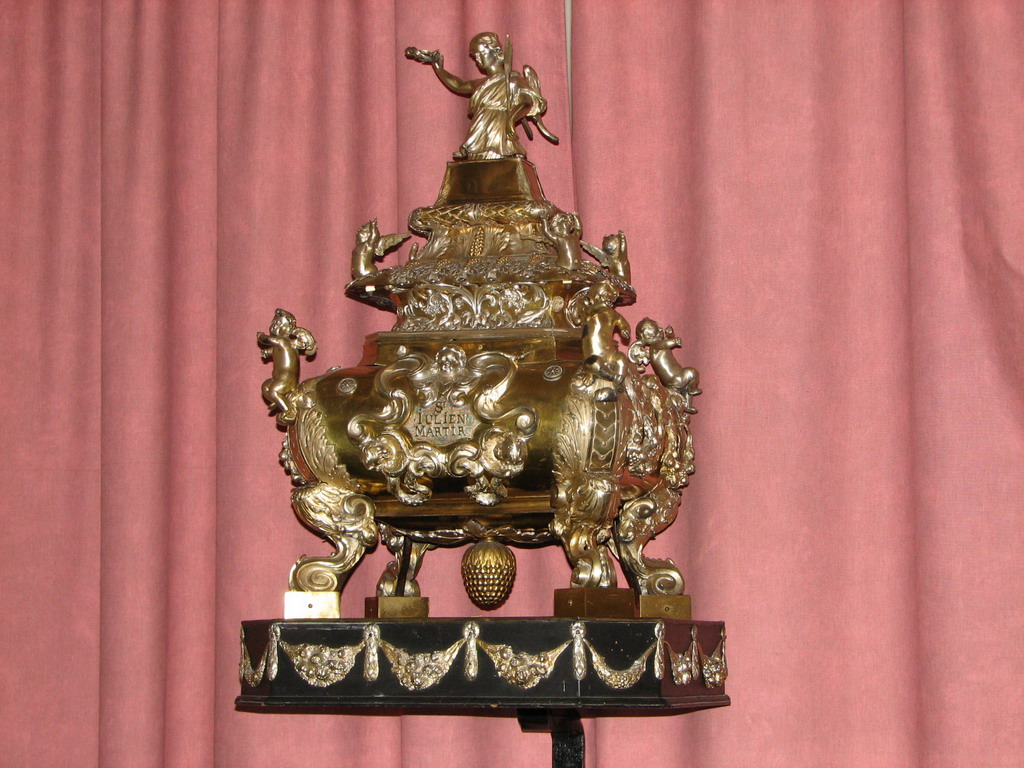
Мощи святого Иулиана, Ат, Бельгия

Иулиан (Юлиан; казнён 304) — воин, мученик Оверньский, память 23 августа, 28 августа.
Святой Иулиан был офицером Римской армии. Он был из Франции и находился в провинции Вьенна, когда при губернаторе Криспине там начались гонения. Некоторое время его укрывал Ферреоль из Вьенны. Святой Иулиан бежал от гонений в Овернь, но затем сдался властям и был тотчас обезглавлен в Бриуде. С именем святого Иулиана связывают многочисленные исцеления и чудеса.
Святой Иулиан — один из самых почитаемых святых Галлии. Храмы в его честь имеются в Бриуде, куда стекаются многие паломники, в Туре и Реймсе.

## Источник
- Bernhard Kötting: Julianus von Brioude/Biographisch-Bibliographisches Kirchenlexikon (BBKL). Band 3, Herzberg 1992, ISBN 3-88309-035-2, стр. 791—792.